# Hanomag F-серії
Hanomag F-series — серія вантажівок середньої вантажопідйомності, виготовлених компанією Hanomag, а потім Hanomag-Henschel після злиття з компанією Henschel у 1969 році на заводі в Бремені в Зебальдсбрюку з 1967 по 1973 рік. Його замінили на більш консервативний Mercedes-Benz T2 після того, як ця компанія поглинула Hanomag-Henschel. Емблема F-серії також використовувалася на меншому "Harburger Transporter", а також на деяких моделях Mercedes-Benz T2 із зміненим маркуванням.

## Історія моделі

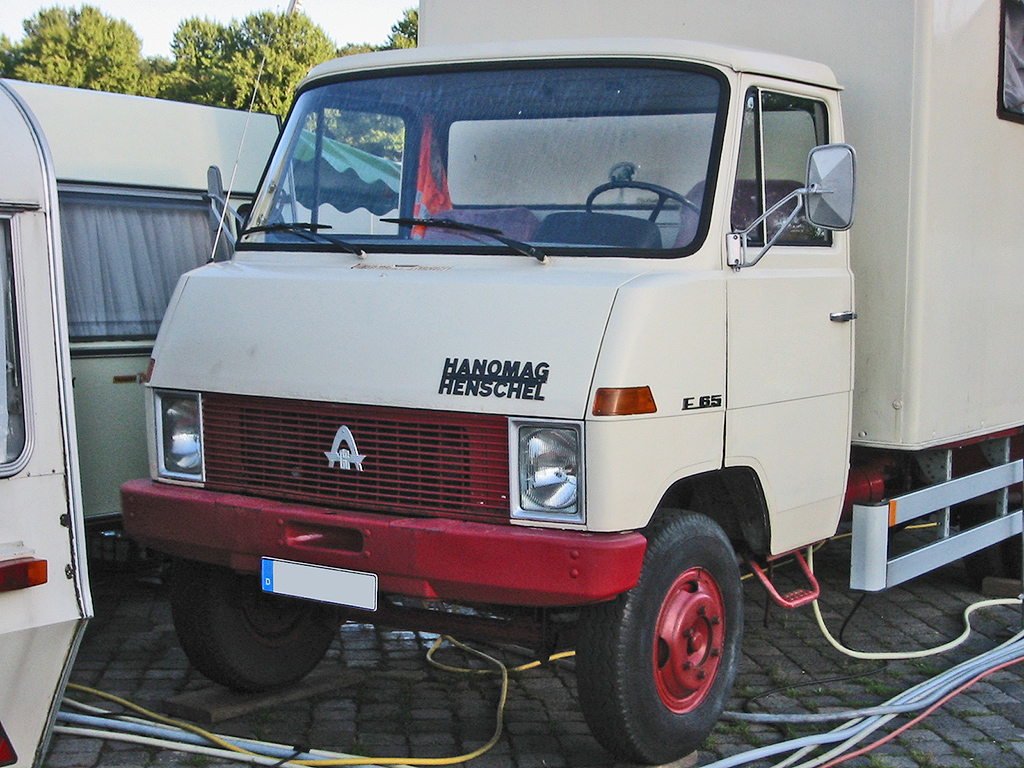
Hanomag henschel f65

Компанія Rheinstahl-Hanomag AG розробила абсолютно нову лінійку вантажівок, щоб замінити більш важкі моделі в асортименті Hanomag Kurier/Garant/Markant і заповнити прогалину між старими продуктами Tempo та більш важкими вантажівками Hanomag. Дизайнер, француз Луї Люсьєн Лепуа, також відповідав за ряд проектів для Magirus-Deutz і Büssing. F-серія була доступна в різних варіантах ваги: від 4,5 тонни (9900 фунтів) F45 до 7,5 тонни (16 500 фунтів) F76. Цифри, що закінчуються на «5», отримали менший варіант двигуна (зазвичай чотирициліндрові двигуни); ті, що закінчуються на "6", більший двигун - зазвичай із шістьма циліндрами.
Усі двигуни були рядними дизелями з абсолютно нової серії D-100, яка одночасно була представлена в лінійці тракторів Hanomag. D 161 L моделей F66 і F76 — це рядний шестициліндровий двигун об’ємом 4253 куб.см (259,5 куб. дюймів), який видає 100 к.с. Найменший F45 має чотирициліндровий двигун об’ємом 2,8 л (2835 куб. см), потужністю 65 к.с. (48 кВт), який називається D 141 L. Окрім вантажівок, F76 також доступний як тягач. У 1969 році був представлений пневматичний F76 LL, і назва була змінена на Hanomag-Henschel після об'єднання двох гілок. Була також більш важка, але серія F80, представлена пізніше, пропонуючи корисне навантаження 8,5 тонн (18 700 фунтів). F85 має той самий 100-сильний двигун, що й F66/F76, тоді як F86 отримав шестициліндровий дизель D 162 L об’ємом 4,7 л (4713 куб. см), 115 к.с. (85 кВт).
Rheinstahl, власники як Hanomag, так і Henschel, об’єднали компанії в 1969 році та продали контрольний пакет акцій утвореної компанії Hanomag-Henschel компанії Mercedes-Benz. Rheinstahl зазнала подальших фінансових невдач і наприкінці 1970 року продала решту компанії Mercedes-Benz. Mercedes-Benz продовжував створювати певні моделі лінійки Hanomag-Henschel у тих областях, де сам Mercedes-Benz був слабким, але, F-серія була припинена в 1973 році, лише через шість років існування на ринку. У 1969 році бременський завод почав випускати менші «Harburger Transporter» (F20-F35) разом із вантажівками F-серії і продовжував випускати їх після того, як більші вантажівки були припинені. Завод продовжив виробництво Mercedes-Benz "Bremer Transporter".

## Двигуни
- 2,8 л (2835 куб.см) D 141 L І4 65 к.с. (48 кВт)
- 4,3 л (4253 куб.см) D 161 L І6 100 к.с. (75 кВт)
- 4,7 л (4713 куб.см) D 161 L І6 115 к.с. (85 кВт)